# Mohamed Benyachou
Mohamed Benyachou (* 15. November 1977 in Nîmes) ist ein ehemaliger französisch-mauretanischer Fußballspieler.

## Vereinskarriere
Benyachou begann seine Karriere bei Olympique Nîmes, wo er in der Saison 1996/97 erstmals in der ersten Mannschaft, die zu dieser Zeit in der dritten Liga antrat, eingesetzt. 1997 stieg er mit dem Team in die zweite Liga auf. In vier Jahren Zweitklassigkeit kam er insgesamt 68 Mal zum Einsatz (zwei Tore). 2002 wurde er für ein Jahr an den unterklassigen FC Bagnols-sur-Cèze/Pont-Saint-Esprit ausgeliehen. Nach seinem Jahr dort kehrte er jedoch nicht zu Nîmes zurück, sondern wechselte zum ebenfalls drittklassigen FC Sète. Mit dem Verein stieg er 2005 erneut in die zweite Liga auf, kam aber in der folgenden Saison lediglich viermal zum Einsatz. 2006 verließ er Sète und spielte ein Jahr lang bei der FU Narbonne, ehe er 2007 zu Nîmes zurückkehrte. Dort wurde er teilweise in der zweiten Mannschaft eingesetzt, bestritt aber auch einige Spiele in der Profimannschaft. Im Oktober 2012 unterschrieb Benyachou beim Drittligaaufsteiger ES Uzès Pont du Gard, nachdem er zuvor seit dem Sommer vereinslos gewesen war. Mit Uzès stieg er zum Saisonende 2012/13 in die vierte Liga ab, auch wenn der Verein durch den Zwangsabstieg anderer Klubs letztlich in der Liga bleiben durfte. Er selbst beendete zu diesem Zeitpunkt mit 35 Jahren seine Laufbahn.

## Nationalmannschaft
Benyachou debütierte 2003 für die Mauretanische Nationalmannschaft und bestritt in diesem Jahr ein weiteres Spiel. Nach dreijähriger Pause wurde er 2006 wieder eingesetzt und erzielte in diesem Jahr seinen einzigen internationalen Treffer. Sein letztes Länderspiel bestritt er 2007. Von seinen sieben Einsätzen waren zwei Spiele WM-Qualifikationsspiele.